# Paul Tholey
Pour l’article homonyme, voir Tholey.
Paul Tholey (14 mars 1937-7 décembre 1998) est un psychologue allemand de l'école Gestalt et un professeur de psychologie et de science des sports. 

## Aperçu biographique
Paul Tholey commença ses recherches en onirologie dans le but de prouver que les rêves se produisent en couleur. Étant donné le peu de fiabilité du souvenir des rêves et suivant une approche réaliste critique, il utilisa le rêve lucide en tant qu'outil épistémologique pour étudier les rêves, d'une manière similaire à Stephen LaBerge. Il conçut la méthode réflexive-critique pour induire les rêves lucides. Elle consiste dans le fait de suspecter que la vie réelle pourrait être un rêve afin qu'une telle habitude se propage à l'intérieur des rêves.
Les travaux de Paul Tholey incluent l'examen des capacités cognitives des rêveurs, aussi bien que les capacités cognitives des personnages rencontrés en rêve. Dans une étude intitulée Cognitive abilities of dream figures in lucid dreams, en 1983, en particulier, il fut demandé à neuf rêveurs lucides expérimentés de demander aux personnages de rêve d'accomplir des tâches arithmétiques et verbales. Les personnages de rêve qui acceptèrent d'accomplir les tâches se montrèrent meilleurs dans les tâches verbales que les tâches arithmétiques.